# Maine Coon

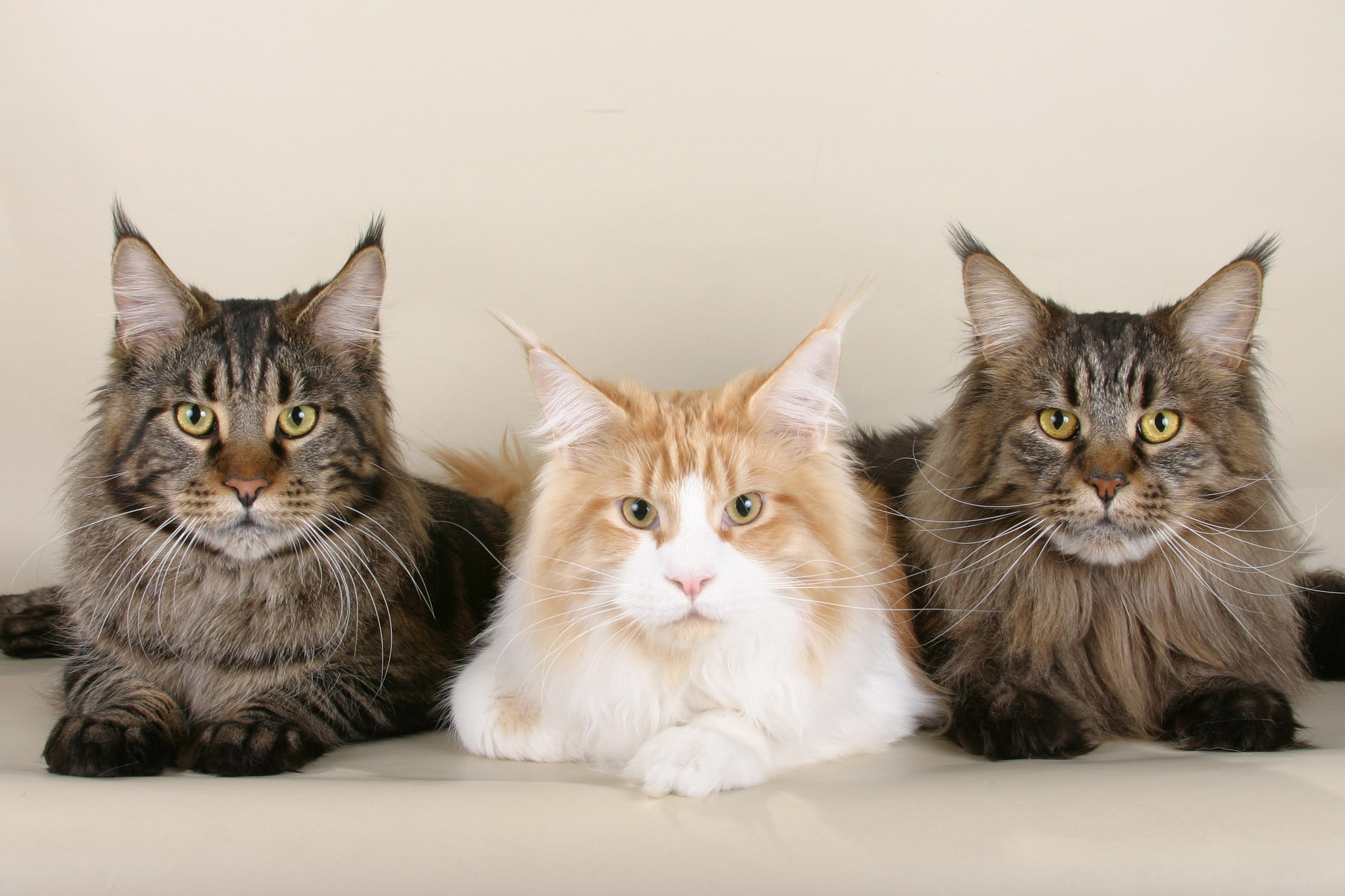
Maine coon

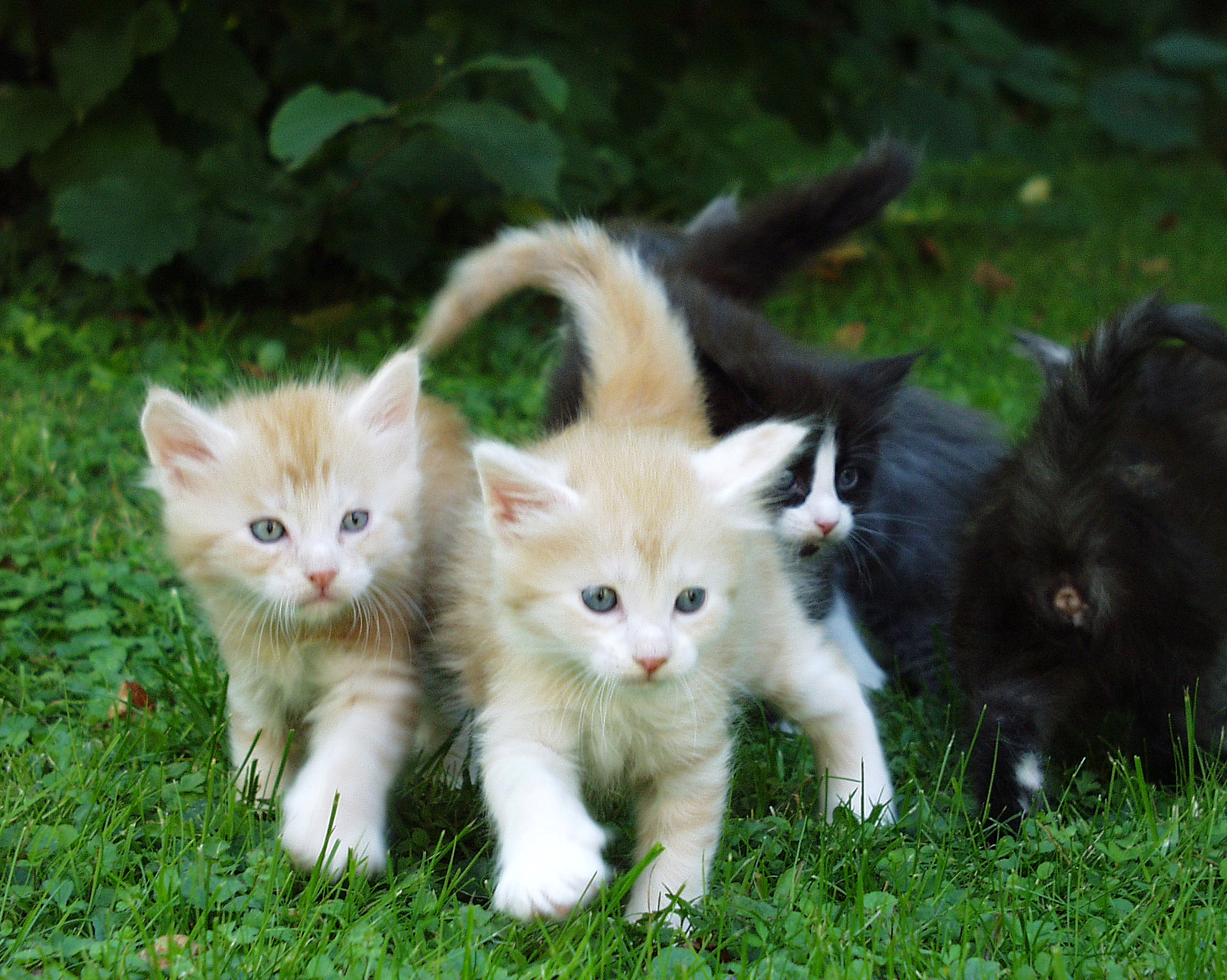
Sześciotygodniowe kocięta maine coon

Maine coon, mainkun – rasa kota pochodząca z Ameryki Północnej. Koty rasy maine coon wyróżnia wielkość (są jednymi z największych kotów domowych), inteligencja i żywiołowość.

## Historia
Maine coon jest jedną z najstarszych ras kotów w Północnej Ameryce. Pierwszego maine coona napotkano na amerykańskim północnym wschodzie, na terytorium zwanym obecnie Nową Anglią.
Istnieje wiele hipotez tłumaczących powstanie rasy.
- Pierwsza zakłada, że występowały one dziko w stanie Maine skąd wzięły swoją nazwę. Człon nazwy „coon” odnosi się do popularnej teorii, że są one wynikiem skrzyżowania kota domowego z szopem praczem (ang. racoon, popularnie coon). Chociaż pręgowany maine coon ze swoim pełnym ogonem wygląda jak szop pracz, połączenie takie genetycznie byłoby niemożliwe.
- Inne wyjaśnienie odwołuje się do sprowadzenia kotów angora Marie-Antoinett przywiezionych do Ameryki przez żeglarzy i europejskich kolonistów w końcu XVIII wieku.
- Trzecia historia odnosi się do wikingów, którzy mogli zabrać norweskie koty leśne na pokłady swoich statków, gdy podróżowali przez Ocean Atlantycki do Nowego Świata. Norweskie koty leśne wyglądają podobnie do maine coon i te koty mogły się skrzyżować z miejscowymi kotami, dając tym samym początek tej rasie.

Maine coon został uznany za rasę narodową Kanady. Po raz pierwszy pokazano go na wystawie w Nowym Jorku w 1860 r. W 1968 r. utworzono Maine Coon Breeders and Fanciers Association, a w 1976 r. uznano maine coona za rasę w USA. FIFe uznała ją oficjalnie w 1983.

## Wygląd
Maine coon to kot pół-długowłosy średniego typu orientalnego. Średnia masa dorosłego samca to 4,8 do 11 kilogramów, a samicy 3,5 do 8 kilogramów. Pokrywa włosowa składa się z dwóch warstw – podszerstka i włosów okrywowych. Ze względu na swoją budowę jest wodoodporna. Futro jest bardzo obfite na brzuchu i pośladkach, a na szyi układa się w charakterystyczną kryzę. U kotów tych dopuszczalne są wszystkie rodzaje umaszczenia, jednak najbardziej rozpowszechnione jest brązowe umaszczenie typu tabby. Cechą zauważalną na pierwszy rzut oka są duże, trójkątne, wysoko osadzone uszy, zakończone, niczym u rysia, długimi pędzelkami.

## Charakter
W wyniku sterowanej selekcji stały się rasą nie tylko konwencjonalnie piękną, lecz przede wszystkim pożądaną ze względu na to, że jej przedstawiciele przywiązują się do człowieka i – w porównaniu z innymi rasami kotów i innymi gatunkami zwierząt domowych – są bardziej prospołeczne, towarzyskie i łatwiejsze we współżyciu. Łatwo adaptują się do nowych warunków, są bardzo inteligentne i chętnie się uczą.

## Pielęgnacja
Podstawą pielęgnacji tych kotów jest ich długie i zarazem gęste futro. Niebezpiecznym elementem braku pielęgnacji sierści kota jest szybkie tworzenie się trudnych do usunięcia pętli oraz supłów, co znacznie utrudnia funkcjonowanie kota, gdyż skupia się on na ich usuwaniu. Maine coona należy regularnie czesać np. szczotką z końskiego włosia (o sztywnych zębach), która do takich zabiegów nadaje się idealnie. Bardzo ważnym elementem w zachowaniu dbałości o sierść jest także stosowanie odpowiedniego pudru do sierści, który znacznie ułatwia jej rozczesywanie.